# Aton (Stadt)
Aton, eigentlich Pen-tjehen-Aton („Der Schillernde Aton“) war eine altägyptische Stadt am Westufer des Nils in der Thebischen Nekropole, die in der Nähe von Luxor liegt (etwa 5 km nordwestlich). Man findet zum Teil auch den Namen Soʿoud-Aton (arabisch صعود آتون, DMG Ṣʿūd Atūn; Aufgang des Aton), der darauf zurückzuführen ist, dass die Bedeutung des ägyptischen Namens zunächst anders interpretiert wurde. Benannt nach dem ägyptischen Sonnengott Aton, scheint die Stadt für mehr als zwei Jahrtausende relativ intakt geblieben zu sein. Das ägyptische Ministerium für Tourismus und Altertümer gab im April 2021 bekannt, dass die Ausgrabungsstätte Ende 2020 entdeckt worden sei. Es zeichne sich ab, dass es sich um die größte Stadt ihrer Art im alten Ägypten handelt, mit einem bemerkenswerten Erhaltungsgrad, der zu Vergleichen mit Pompeji führte.

## Geschichte
Die Gründung der Stadt wird in die Regierungszeit von König (Pharao) Amenophis III. vor etwa 3.400 Jahren (1386–1353 v. Chr.) datiert. Eine Reihe von Inschriften ermöglichte es den Archäologen, genaue Daten für die Geschichte der Stadt zu ermitteln. Eine bezieht sich auf das Jahr 1337 v. Chr., was mit der Regierungszeit von Echnaton zusammenfällt, von dem man annimmt, dass er im folgenden Jahr in seine neue Hauptstadt Achet-Aton umzog. Bisher freigelegte Spuren deuten darauf hin, dass die Stadt Aton anschließend unter die Herrschaft von Tutanchamun fiel und danach vom vorletzten Herrscher der 18. Dynastie, Eje II., genutzt wurde. Bisher zeugen vier verschiedene Siedlungsschichten von einer erneuten Besiedlung bis in die koptisch-byzantinische Ära vom 3. bis 7. Jahrhundert.

## Entdeckung
Teile der Stadt sind schon bei früheren Grabungen ausgegraben worden. Clément Robichon und Alexandre Varille entdeckten 1930 bei der Freilegung des Totentempels von Amenophis, Sohn des Hapu, der südöstlich des jetzt freigelegten Bereichs lag, ähnliche schlangenförmige Mauern. Auch Uvo Hölscher, der zwischen 1926 und 1937 in Medinet Habu und seiner Umgebung Grabungen durchführte, entdeckte Wohnhäuser. Anhand der Form der Keramik und ihrer blauen Bemalung und Schmuckstücken, die mit dem Namen Amenophis III. beschriftet waren, konnte er die Wohngebäude eindeutig datieren. Die „Stadt Amenophis III.“, wie Hölscher die Siedlung nannte, erstreckte sich zwischen dem Malqata-Palast im Süden und dem Tempel des Amenophis III. im Norden. Innerhalb der Stadt gab es einen Amuntempel, auch kleiner Tempel von Medinet Habu genannt, der von Hatschepsut und Thutmosis III. errichtet wurde. Teile der Stadt wurden durch den Bau des Totentempels von Eje II. und Haremhab zerstört. Weitere Teile mussten später dem Totentempel des Ramses III. weichen.
Die neueren Ausgrabungen an der Stätte, etwa 300 m nördlich des Totentempels von Ramses III., wurden unter der Leitung des ägyptischen Archäologen Zahi Hawass durchgeführt und begannen im September 2020 mit dem, was heute den südlichen Teil des neu erforschten Teil der Stadt darstellt. Die Überreste der Stadt wurden zufällig entdeckt, als Hawass und sein Team auf der Suche nach den Überresten des Totentempels von Tutanchamun waren. Der Fund stellt das größte bisher entdeckte Verwaltungs- und Wirtschaftszentrum der damaligen Zeit dar.
Es gehört zum Malqata-Palast, dem Palastkomplex von Amenophis III., der etwa 1,2 km südwestlich des neu ergrabenen Areals liegt. Die Bestätigung der Entdeckung wurde von Hawass am 8. April 2021 bekannt gegeben. Die Ägyptologin Betsy Bryan bezeichnete sie als die wichtigste archäologische Entdeckung in Ägypten seit der Ausgrabung des Grabes von Tutanchamun (Grab KV62).

## Struktur
Bis heute wurden mehrere unterschiedliche Viertel freigelegt, die von schlangenförmigen Lehmziegelmauern gebildet werden. Dabei wurde auch ein Bäckereiviertel ausgegraben, das voll von Gegenständen des täglichen Lebens und der Arbeit war, die mit dem kulturellen und wirtschaftlichen Leben der Stadt in Verbindung standen. Weiterhin wurden drei unterschiedliche Paläste identifiziert. Ab April 2021 sind die nördlichen Viertel und der Friedhof der Stadt lokalisiert, aber noch nicht ausgegraben worden.